# 大桔蚜
大桔蚜（学名：Toxoptera citricida）为常蚜科桔蚜屬下的一个种。